# 112 (응급 전화번호)

112 (응급 전화번호)

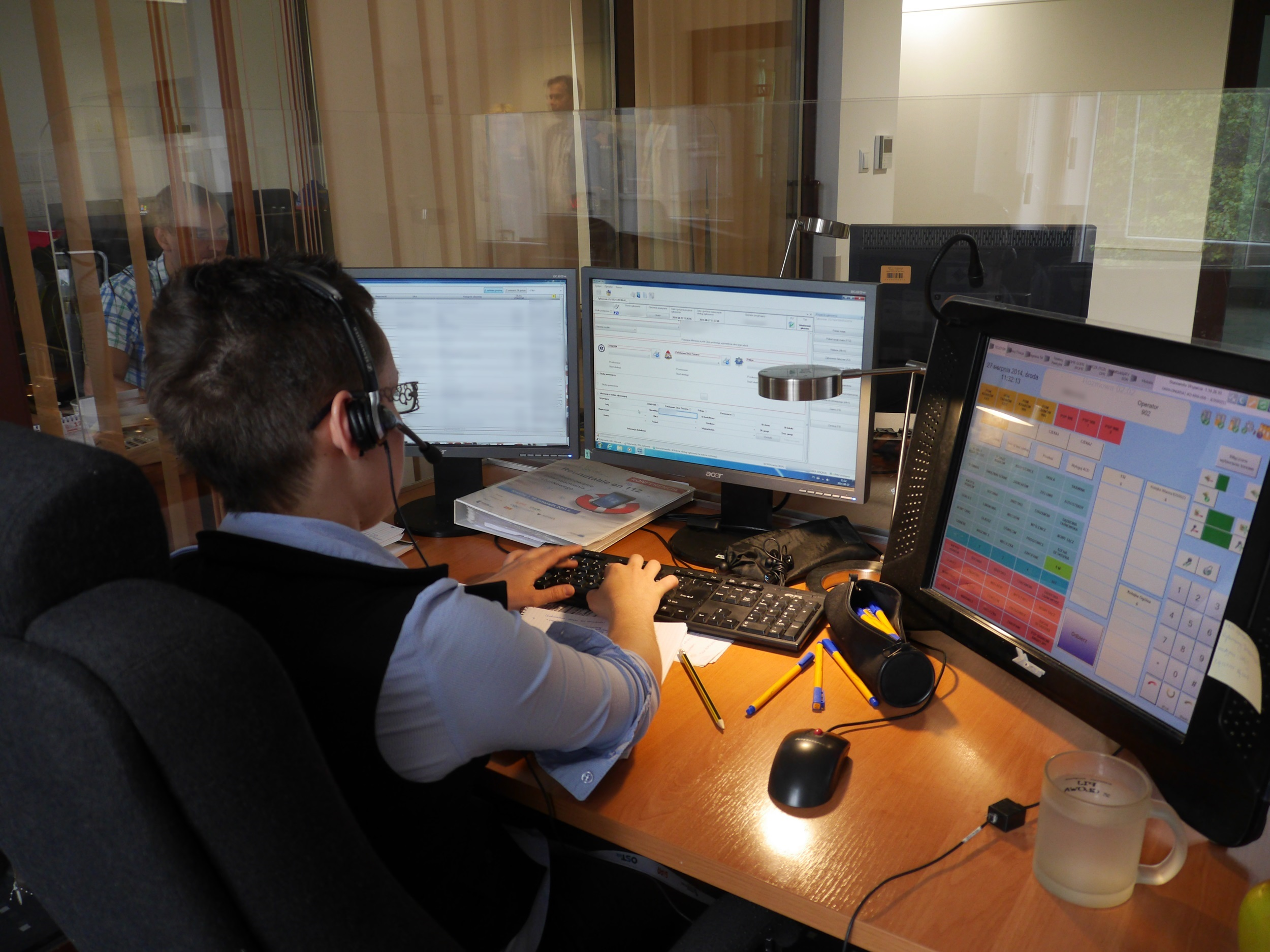

112는 유럽에서 유래된 응급 전화번호이다.

## 역사
1991년, EU에 가입한 모든 나라에 1-1-2를 응급 전화번호로 지정하였다. 이제 이 번호는 유럽 연합 전체의 보편적인 서비스 지침에 의해 규제된다.

## 사용하는 나라
- 그리스
- 남아프리카 공화국 (오직 GSM, 10111은 경찰, 소방, 10177은 의학)
- 네덜란드 (0900-8844는 응급 전화번호가 아님, 지역 경찰 번호)
- 노르웨이 (오직 경찰, 1-1-0은 소방, 1-1-3은 의학, 02800은 응급 전화번호가 아님, 지역 경찰 번호)
- 뉴질랜드
- 대한민국 (오직 경찰)
- 덴마크 ( 그린란드,  페로 제도 포함)
- 독일 (오직 소방, 구급)
- 라트비아
- 러시아
- 레바논 (오직 경찰)
- 루마니아
- 룩셈부르크
- 르완다 (오직 경찰)
- 리투아니아
- 리히텐슈타인
- 마카오
- 마케도니아
- 말레이시아
- 모나코
- 몬테네그로
- 몰타
- 바누아투
- 바티칸 시국
- 벨기에
- 벨라루스
- 불가리아 (1-5-0은 의학 응급, 1-6-6은 경찰, 1-6-0은 소방)
- 산마리노 (오직 경찰)
- 세르비아
- 스웨덴
- 스위스
- 스페인
- 슬로바키아 (1-5-5은 의학, 1-5-8은 경찰, 1-5-0은 소방)
- 슬로베니아
- 시리아
- 아이슬란드
- 아일랜드
- 안도라
- 에스토니아
- 영국
- 오스트리아
- 우간다
- 우즈베키스탄
- 우크라이나
- 이스라엘 (오직 휴대전화로만)
- 이집트
- 이탈리아 (오직 카라비니에리)
- 인도 (오직 경찰)
- 지브롤터
- 체코 (1-5-5은 의학, 1-5-8은 경찰, 1-5-0은 소방)
- 카자흐스탄
- 콜롬비아 (오직 경찰)
- 쿠웨이트
- 크로아티아
- 키프로스
- 튀르키예 (오직 앰뷸런스)
- 포르투갈
- 폴란드
- 프랑스 (1-5-0은 의학)
- 핀란드 ( 올란드 제도 포함)
- 헝가리
- 홍콩
- 짐바브웨

## 같이 보기
- 응급 전화번호
- 국제이동위성기구